# Agrotis inconspicua
Agrotis inconspicua är en fjärilsart som beskrevs av Butler 1880. Agrotis inconspicua ingår i släktet Agrotis och familjen nattflyn. Inga underarter finns listade i Catalogue of Life.